# 伯爾根灣
64°45′S 63°30′W / 64.750°S 63.500°W
伯爾根灣（英語：Börgen Bay）是南極洲的海灣，位於昂韋爾島以北、帕默群島東南沿海處，寬7.5公里。在1897至1899年被比利時南極探險隊發現，之後伯爾根海灣便在亞得里安·傑拉許提議下以德國天文學家命名，現時受《南極條約》管理。

## 外部連結
- （英文） Borgen Bay